# Batman : La Malédiction qui s'abattit sur Gotham (film)
Pour plus de détails, voir Fiche technique et Distribution.
Batman : La Malédiction qui s'abattit sur Gotham (Batman: The Doom That Came to Gotham) est un film d'animation américain, réalisé par Christopher Berkeley et Sam Liu, sorti directement en vidéo en 2023, 50e film de la collection DC Universe Animated Original Movies.
L'histoire est inspirée de la mini-série de comics du même nom (en) écrite par Mike Mignola et Richard Pace, et dessinée par Troy Nixey. Elle prend place dans un univers alternatif des années 1920 et rend hommage à la mythologie lovecraftienne.

## Synopsis
Dans les années 1920, Bruce Wayne revient à Gotham City après 20 ans d'expédition en Antarctique, parti après le meurtre de ses parents Thomas et Martha Wayne. Désormais accompagné de ses protégés Kai Li Cain, Dick Grayson, Sanjay « Jay » Tawde et de son majordome Alfred, Bruce découvre que la ville est sous la menace d'une sinistre secte apocalyptique alors qu'un mystérieux mal contamine les habitants. Seul Batman peut les sauver, croisant sur son chemin d'anciens ennemis comme Ra's al Ghul et devant faire face à ses propres démons intérieurs.

## Fiche technique
Sauf indication contraire, les informations mentionnées dans cette section peuvent être confirmées par la base de données cinématographiques IMDb,  présente dans la section « Liens externes ».
- Titre : Batman : La Malédiction qui s'abattit sur Gotham
- Titre original : Batman: The Doom That Came to Gotham
- Réalisation : Christopher Berkeley et Sam Liu
- Scénario : Jase Ricci, d'après les comics de Mike Mignola et Richard Pace, et les personnages de DC Comics
- Musique : Stefan L. Smith
- Direction artistique du doublage original : Wes Gleason, Agnes Kim et Sarah Noonan
- Montage : Bruce A. King
- Animation : Maven Image Platform, The Answer Studio
- Production : James Krieg, Sam Liu et Kimberly S. Moreau
  - Production déléguée : Sam Register et Michael E. Uslan
  - Production exécutive : Dawn Merkel
- Sociétés de production : Warner Bros. Animation et DC Studios
- Société de distribution : Warner Bros. Home Entertainment
- Pays de production :  États-Unis
- Langue originale : anglais
- Format : couleur
- Genre : animation, super-héros
- Durée : 86 minutes
- Dates de sortie :
  - États-Unis : 28 mars 2023
  - France : 21 juin 2023[3]
- Classification :
  - États-Unis : PG-13 (interdit -13 ans)
  - France : n/a

## Distribution

### Voix originales
- David Giuntoli : Batman / Bruce Wayne
- Tati Gabrielle : Kai Li Cain
- Christopher Gorham : Oliver Queen
- John DiMaggio : James Gordon
- Patrick Fabian : Harvey Dent
- Brian George : Alfred Pennyworth
- Jason Marsden : Dick Grayson, Bruce Wayne enfant
- Karan Brar : Sanjay « Jay » Tawde
- David Dastmalchian : Grendon
- David Negahban : Ra's al Ghul
- Emily O'Brien : Talia al Ghul, Martha Wayne
- Darin De Paul : Thomas Wayne
- Tim Russ : Lucius Fox
- Matthew Waterson : Jason Blood / Etrigan
- Jeffrey Combs : Kirk Langstrom
- Gideon Adlon : Oracle

### Voix françaises
- Adrien Antoine : Batman / Bruce Wayne
- Faustine Legrand : Kai Li Cain
- Sylvain Agaësse : Oliver Queen
- Gabriel Le Doze : James Gordon
- Maurice Decoster : Harvey Dent
- Jean-François Lescurat : Alfred Pennyworth
- Mathias Kozlowski : Dick Grayson
- Éric Peter : Grendon
- Vincent Ropion : Ra's al Ghul
- Claire Morin : Talia al Ghul
- Julia Dorval : Martha Wayne
- Marc Bretonnière : Thomas Wayne
- Thierry Desroses : Lucius Fox
- Philippe Dumond : Jason Blood / Etrigan
- Edgar Givry : Kirk Langstrom
- Barbara Beretta : Oracle

Société de doublage VF : Deluxe, adaptation VF : Lila Chir, direction artistique VF : Stanislas Forlani
 Source : voix originales et françaises sur Latourdesheros.com.

## Production
Le film est annoncé au San Diego Comic-Con en juillet 2022.
Le 10 novembre 2022, James Gunn confirme que tous les projets DC seront produits par DC Studios, comprenant également les productions animées. Puis le 2 février 2023, il confirme que les projets animés sortiront sous l'étiquette DC Elseworlds.

## Accueil

### Sortie
Le film sort le 28 mars 2023 aux États-Unis en DVD, Blu-ray et VOD ; et le 21 juin 2023 en France sur les mêmes supports.